# Lizoanca la 11 ani
Lizoanca la 11 ani este un roman scris de Doina Ruști, apărut la Editura Trei din București în 2009, reeditat la Ed. Polirom, 2017, sub titlul Lizoanca, și în seria de autor, la Litera, 2023.
Roman tradus în germană, spaniolă, maghiară, italiană, sârbă, macedoneană, engleză.

## Prezentare
Lizoanca (în vârstă de 11 ani) ajunge în centrul atenției publice dintr-un mic sat românesc (Satu Nou). Oamenii o consideră vinovată de răspândirea unei epidemii, iar de-a lungul unei veri fierbinți se transformă în inamicul public nr. 1. Mai întâi acaparează atenția sătenilor, apoi, prin intermediul mass-media, se transformă într-un personaj național. 
Pe măsură ce se construiește acest caracter, vânat, blamat și adorat totodată, ies la iveală numeroase alte secrete: ipocrizii, umilințe, cruzimi și crime. Fiecare personaj a contribuit într-un fel sau altul la schimbarea de mentalitate a unei societăți. Toate acestea se află de fapt în subteranele lumii actuale, iar odată cu dezvăluirea lor, se recompune în detalii însăși istoria ultimilor 60 de ani, în care satul est-european s-a aflat într-o continuă decădere.
Cele 13 povestiri (care compun povestea Lizoancei) duc spre un singur personaj, care a comis acele fapte de cotitură în viața satului, iar în jurul lui se dezvoltă toate celelalte personaje, care, într-un fel sau altul, compun biografia Lizoancei. Acesta este arhitectul neștiut al unei lumi, care sintetic se numește Lizoanca.

## Ediții
- Lizoanca (trad Jan Cornelius), Horlemann Verlag, Berlin, 2013[3]
- Lisoanca (trad. Beatrice Coman), Rediviva Edizioni, Milano, 2013[4]
- Eliza a los once años (trad. Enrique Nogueras), Ediciones Traspiés, Granada, 2014[5]
- Lizoanca tizenegy évesen (trad. Szenkovics Enikő), Orpheusz Kiado, Budapesta, 2015[6]
- Елиза на единаесет години (trans. Alexandra Kaitozis), Antolog, 2015, Skopje[7]
- Lizușka, Strik, Belgrad, 2021[8]

## Premii
Premiul Ion Creangă al Academiei Române, 2011.